# UCI ProSeries 2025
L'UCI ProSeries 2025 sarà la sesta edizione dell'UCI ProSeries. Il suo calendario è composto da 58 corse, che si tengono dal 5 febbraio al 19 ottobre 2025 in Europa, America ed Asia.
Durante tutta la stagione i punti vengono assegnati ai corridori in base ai piazzamenti nelle classifiche finali di ciascuna prova e al tipo della stessa; in caso di corse a tappe, si attribuiscono punti anche per i piazzamenti di ogni tappa e per i giorni in maglia di leader.
La classificazione UCI è la seguente:
- corse di un giorno: 1.Pro;
- corse a tappe: 2.Pro.

## Calendario

### Febbraio
| Data  | Prova                                           | Cat.  | Vincitore         | Squadra                 |
| ----- | ----------------------------------------------- | ----- | ----------------- | ----------------------- |
| 5-9   | Volta a la Comunitat Valenciana (2025)          | 2.Pro | Santiago Buitrago | Bahrain Victorious      |
| 8-12  | Tour of Oman (2025)                             | 2.Pro | Adam Yates        | UAE Team Emirates XRG   |
| 16    | Clásica de Almería (2025)                       | 1.Pro | Milan Fretin      | Cofidis                 |
| 16    | Figueira Champions Classic (2025)               | 1.Pro | António Morgado   | UAE Team Emirates XRG   |
| 19-23 | Volta ao Algarve em Bicicleta (2025)            | 2.Pro | Jonas Vingegaard  | Team Visma-Lease a Bike |
| 19-23 | Vuelta a Andalucia Ruta Ciclista Del Sol (2025) | 2.Pro | Pavel Sivakov     | UAE Team Emirates XRG   |

### Marzo
| Data | Prova                                          | Cat.  | Vincitore        | Squadra                    |
| ---- | ---------------------------------------------- | ----- | ---------------- | -------------------------- |
| 1°   | Faun-Ardèche Classic (2025)                    | 1.Pro | Romain Grégoire  | Groupama-FDJ               |
| 2    | Faun Drome Classic (2025)                      | 1.Pro | Juan Ayuso       | UAE Team Emirates XRG      |
| 2    | Kuurne-Bruxelles-Kuurne (2025)                 | 1.Pro | Jasper Philipsen | Alpecin-Deceuninck         |
| 5    | Trofeo Laigueglia (2025)                       | 1.Pro | Juan Ayuso       | UAE Team Emirates XRG      |
| 19   | Danilith Nokere Koerse (2025)                  | 1.Pro | Nils Eekhoff     | Team Picnic PostNL         |
| 19   | Milano-Torino (2025)                           | 1.Pro | Isaac Del Toro   | UAE Team Emirates XRG      |
| 20   | Grand Prix de Denain - Porte du Hainaut (2025) | 1.Pro | Matthew Brennan  | Team Visma-Lease a Bike DT |
| 21   | Bredene Koksijde Classic (2025)                | 1.Pro | Edward Theuns    | Lidl-Trek                  |

### Aprile
| Data  | Prova                              | Cat.  | Vincitore       | Squadra                    |
| ----- | ---------------------------------- | ----- | --------------- | -------------------------- |
| 5     | Gran Premio Miguel Indurain (2025) | 1.Pro | Thibau Nys      | Lidl-Trek                  |
| 7-11  | Tour of Hainan (2025)              | 2.Pro | Kyrylo Carenko  | Solution Tech Vini Fantini |
| 9     | Scheldeprijs (2025)                | 1.Pro | Tim Merlier     | Soudal Quick-Step          |
| 18    | Freccia del Brabante (2025)        | 1.Pro | Remco Evenepoel | Soudal Quick-Step          |
| 21-25 | / Tour of the Alps (2025)          | 2.Pro | Michael Storer  | Tudor Pro Cycling Team     |
| 27-4  | Giro di Turchia (2025)             | 2.Pro | Wout Poels      | XDS Astana Team            |

### Maggio
| Data  | Prova                              | Cat.  | Vincitore           | Squadra                         |
| ----- | ---------------------------------- | ----- | ------------------- | ------------------------------- |
| 10    | Grand Prix du Morbihan (2025)      | 1.Pro | Benoît Cosnefroy    | Decathlon AG2R La Mondiale Team |
| 11    | Tro-Bro Léon (2025)                | 1.Pro | Bastien Tronchon    | Decathlon AG2R La Mondiale Team |
| 13    | Classique Dunkerque (2025)         | 2.Pro | Pascal Ackermann    | Israel-Premier Tech             |
| 14-18 | Quattro Giorni di Dunkerque (2025) | 2.Pro | Samuel Watson       | Ineos Grenadiers                |
| 14-18 | Tour de Hongrie (2025)             | 2.Pro | Harold Martín López | XDS Astana Team                 |
| 29-1° | Boucles de la Mayenne (2025)       | 2.Pro | Aaron Gate          | XDS Astana Team                 |
| 29-1° | Giro di Norvegia (2025)            | 2.Pro | Matthew Brennan     | Team Visma-Lease a Bike         |

### Giugno
| Data  | Prova                           | Cat.  | Vincitore                  | Squadra               |
| ----- | ------------------------------- | ----- | -------------------------- | --------------------- |
| 4-8   | Giro di Slovenia (2025)         | 2.Pro | Anders Halland Johannessen | Uno-X Mobility        |
| 8     | Brussels Cycling Classic (2025) | 1.Pro | Tim Merlier                | Soudal Quick-Step     |
| 14    | Dwars door het Hageland (2025)  | 1.Pro | Paul Magnier               | Soudal Quick-Step     |
| 17    | CIC - Mont Ventoux              | 1.Pro | annullata                  | annullata             |
| 18-22 | Giro del Belgio (2025)          | 2.Pro | Filippo Baroncini          | UAE Team Emirates XRG |

### Luglio
| Data  | Prova                       | Cat.  | Vincitore       | Squadra             |
| ----- | --------------------------- | ----- | --------------- | ------------------- |
| 6-13  | Tour of Qinghai Lake (2025) | 2.Pro | Henok Mulubrhan | XDS Astana Team     |
| 26-30 | Giro di Vallonia (2025)     | 2.Pro | Corbin Strong   | Israel-Premier Tech |

### Agosto
| Data  | Prova                        | Cat.  | Vincitore        | Squadra               |
| ----- | ---------------------------- | ----- | ---------------- | --------------------- |
| 5-9   | Vuelta a Burgos (2025)       | 2.Pro | Isaac Del Toro   | UAE Team Emirates XRG |
| 7-10  | Arctic Race of Norway (2025) | 2.Pro | Corbin Strong    | Israel-Premier Tech   |
| 12-16 | Giro di Danimarca (2025)     | 2.Pro | Mads Pedersen    | Lidl-Trek             |
| 15    | Circuit Franco-Belge (2025)  | 1.Pro | Jonas Abrahamsen | Uno-X Mobility        |
| 20-24 | Giro di Germania (2025)      | 2.Pro |                  |                       |

### Settembre
| Data  | Prova                                                 | Cat.  | Vincitore | Squadra |
| ----- | ----------------------------------------------------- | ----- | --------- | ------- |
| 2-7   | Tour of Britain (2025)                                | 2.Pro |           |         |
| 6     | Maryland Cycling Classic (2025)                       | 1.Pro |           |         |
| 7     | GP Industria & Artigianato (2025)                     | 1.Pro |           |         |
| 11    | Gran Premio Città di Peccioli - Coppa Sabatini (2025) | 1.Pro |           |         |
| 14    | GP de Fourmies/La Voix du Nord (2025)                 | 1.Pro |           |         |
| 17    | Grand Prix de Wallonie (2025)                         | 1.Pro |           |         |
| 17-21 | Skoda Tour de Luxembourg (2025)                       | 2.Pro |           |         |
| 20    | Super 8 Classic (2025)                                | 1.Pro |           |         |
| 28-5  | Tour de Langkawi (2025)                               | 2.Pro |           |         |

### Ottobre
| Data | Prova                                 | Cat.  | Vincitore | Squadra |
| ---- | ------------------------------------- | ----- | --------- | ------- |
| 3    | Sparkassen Münsterland Giro (2025)    | 1.Pro |           |         |
| 4    | Giro dell'Emilia (2025)               | 1.Pro |           |         |
| 6    | Coppa Bernocchi - GP Banco BPM (2025) | 1.Pro |           |         |
| 7    | Tre Valli Varesine (2025)             | 1.Pro |           |         |
| 9    | Gran Piemonte (2025)                  | 1.Pro |           |         |
| 9-12 | Tour of Taihu Lake (2025)             | 2.Pro |           |         |
| 12   | Paris - Tours Elite (2025)            | 1.Pro |           |         |
| 15   | Giro del Veneto (2025)                | 1.Pro |           |         |
| 19   | Utsunomiya Japan Cup Road Race (2025) | 1.Pro |           |         |
| 19   | Veneto Classic (2025)                 | 1.Pro |           |         |